# Sussex (New Brunswick)
Sussex ist eine Stadt im Kings County in der kanadischen Provinz New Brunswick.
Sussex liegt 70 Kilometer nordöstlich von Saint John am Kennebecasis River und ist ein wichtiger Milchproduktehersteller für die gesamte Region. Es ist die Heimat des größten Heißluftballon-Festivals der Atlantikregion.

## Persönlichkeiten

### Söhne und Töchter der Stadt
- William Pugsley (1850–1925), Rechtsanwalt und Politiker
- Mike Eagles (* 1963), Eishockeyspieler und -trainer
- Mélanie Robillard (* 1982), Curlerin